# Ruïnekerk Warmond

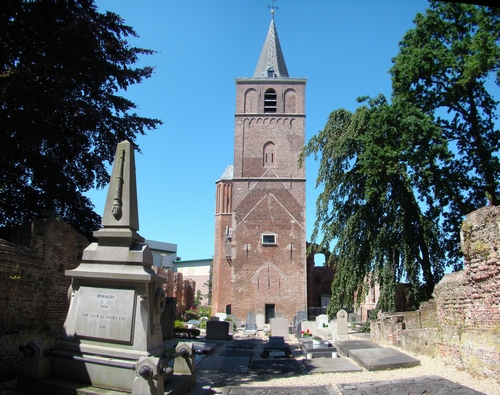
Der Turm der Ruïnekerk vom Chor aus gesehen

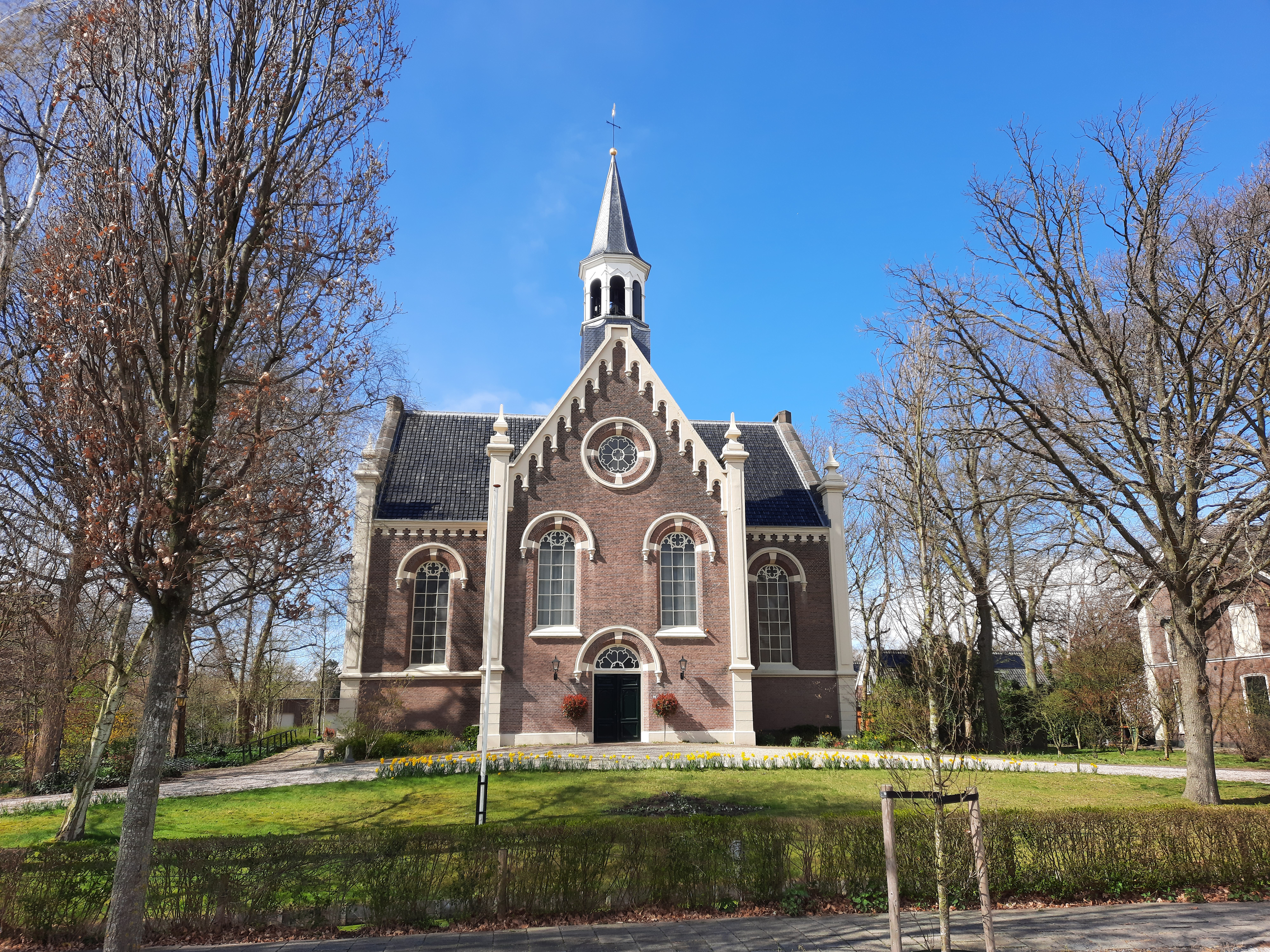
Die neue Reformierte Kirche

Die Ruïnekerk ist die Ruine der ehemaligen reformierten Kirche von Warmond, einem Ortsteil der Gemeinde Teylingen in der Provinz Südholland. Die Kirchenruine befindet sich auf dem Friedhof der Kirchengemeinde, die zur Protestantischen Kirche in den Niederlanden gehört. Sie ist als Rijksmonument eingestuft.

## Geschichte
Von der früheren reformierten Kirche hat sich neben Teilen des Mauerwerks des Kirchenschiffes im Wesentlichen der dreigeschossige spätgotische Turm erhalten, der im späten 15. Jahrhundert errichtet wurde. Die dazugehörige, 1527 zu Ehren des Apostels Matthias geweihte Pfarrkirche, wurde 1573 zerstört. Um 1600 wurden nur der Turm und der Chorraum restauriert, aber nach 1874 verfiel der Chor zur Ruine. Der Turm wurde 1975/76 grundlegend restauriert. Innerhalb der Mauern der Kirche und um sie herum befindet sich der Friedhof. Im Chorteil befinden sich einige Grabsteine aus dem 17. Jahrhundert, wie die der Familien Van Wassenaer und Nicolaas van Mathenesse († 1617). In der Krypta, in der Petrus Codde († 1710), unter Jansenismusvorwurf abgesetzter Apostolischer Vikar, und einige Weggefährten bestattet sind, befindet sich ein Obelisk von 1895. Neben dem Turm befindet sich ein Grabmal für Frederik Baron van Leyden († 1821).
Die neue Reformierte Kirche des Orts wurde 1875 nach einem Entwurf von A. van der Wilk etwa 400 Meter südwestlich der alten Kirche erbaut. Sie enthält als Ausstattung die von N.A. Lohmann & Sohn 1842 gebaute Orgel, die 1962/63 restauriert wurde. Das massive Pfarrhaus am Herenweg 84 stammt aus dem Jahr 1880.